# Jeanine Janssen
Jeanine Janssen (Echt of Sittard, ±1977) is een gespecialiseerde juriste bij MAX ombudsvrouw en programmamaker bij Omroep MAX.
Janssen was achter de schermen actief bij Stichting De Ombudsman als deskundige op het gebied van consumentenzaken en vakanties en verleende haar medewerking aan meerdere omroepen. In 2013 wendde ze zich tot Jan Slagter van Omroep MAX en werd ze daar samen met Rogier de Haan aangesteld als eigen ombudsvrouw voor die omroep.
Sinds 2008 is Janssen een van de vaste deskundigen aan tafel bij Sybrand Niessen in Groeten van MAX, sinds 2018 MAX vakantieman. Ze helpt consumenten die klachten of problemen met hun touroperator hebben maar ook bijvoorbeeld met hun accommodatieverhuurder, vliegtuigmaatschappij of reisverzekering en geeft daarbij (juridisch) advies. Aanvankelijk was Janssen afwisselend met anderen aanwezig, maar vanaf het seizoen 2022 werd zij de enige vaste deskundige van het programma.
Daarnaast is Janssen sinds 2010 ook vaste deskundige bij het consumentenprogramma Meldpunt van Elles de Bruin en geeft zij commentaar en advies op casussen van consumenten, afwisselend met Rogier de Haan.
Verder was ze enkele malen te gast als deskundige in het tv-praatprogramma Op1, waar ze sprak over problemen in de reiswereld en de hoogte van energietarieven.